# 世界らん展日本大賞

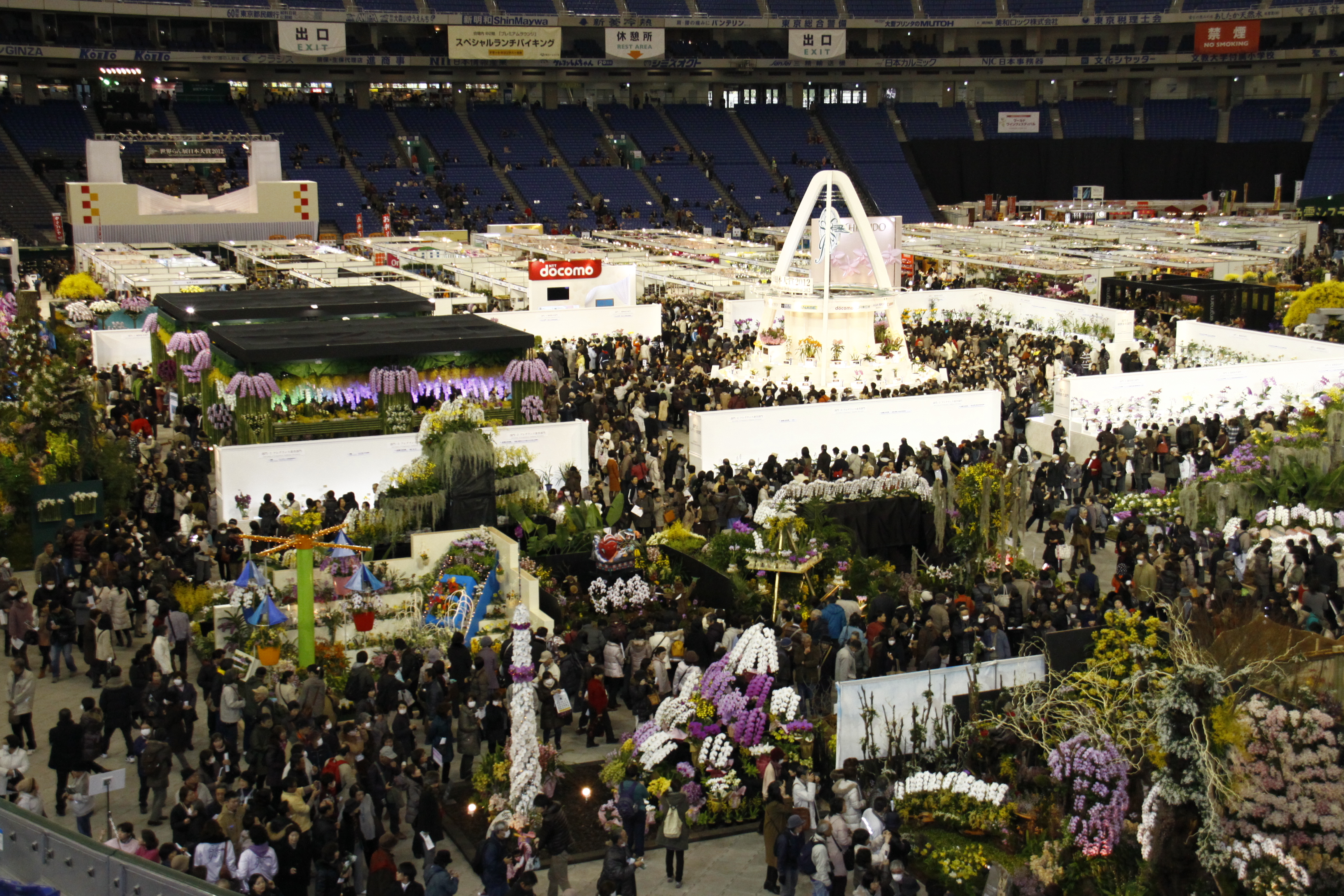
世界らん展日本大賞2012会場風景（東京ドーム）

世界らん展－花と緑の祭典－（英名：Japan Grand Prix International Orchid and Flower Show、以下世界らん展）は、日本における大規模国際園芸展示会であり、代表的な蘭展。

## 概要

### 内容・規模
- JGP2022特別展示 「ディサ」
- JGP2023特別展示 「匠の技」 Rlc. Twenty First Century 'New Generation' 江尻 宗一(須和田農園)
- JGP2023特別展示 「匠の技」 Cym. goeringii '早春の杜' 山本 裕之(蘭裕園)
- JGP2023特別展示 「匠の技」 Paph. philippinense 'Mei's Twist' 斉藤 正博
- JGP2023特別展示 「匠の技」 Phal. Sogo Yukidian 'The Premium White' 加藤 春幸(座間洋らんセンター)

毎年1回、2月中旬から下旬（3月の場合もある）の7〜9日間、東京都文京区の東京ドームシティプリズムホールで開催される。
展示には洋蘭、東洋蘭（シュンラン、カンラン等）、日本の蘭（エビネ、セッコク等）など、世界約20ヶ国から約3000種10万株のラン科植物を中心に様々な植物が集まる。また会場内には100店以上の販売ブースが設けられ、植物の苗、切花、栽培用素材・器具、書籍、植物をモチーフとした雑貨、工芸品、化粧品、菓子などが販売される。期間中の来場者数は延べ約12万人である。
開催地固定型の蘭展としては、サンタバーバラ国際蘭展（Santa Barbara International Orchid Show）、マイアミ国際蘭展（Miami International Orchid Show）や台湾国際蘭展（Taiwan International Orchid Show）などとともに、世界最大級の規模を誇る。

## 審査部門
通常開催の場合は全5部門に分けて作品を審査し、賞金総額は最大 1153万円である。JGP2021からは規模縮小開催となり多くの部門が実施されていない。各部門の概要は以下の通り。

### 【部門1】個別部門
- JGP2012 優秀賞・WOC特別賞 Sud. jimenezii 'Wakakusa' 関口 律郎(アボウオーキッド)
- JGP2012 優良賞・RHS特別賞 Rhy. gigantea 'Spring Fire' 高 水恩(清華蘭園)
- JGP2012 奨励賞・AOS特別賞 Cym. goeringii '福の光' 永納 尚武
- JGP2020 トロフィー賞・AOS特別賞 Den. moniliforme '八代' 石井 昭彦(石井)
- JGP2022 奨励賞・RHS特別賞 Pina. obesa 'Nana' 唐木 善孝
- JGP2023 奨励賞・WOC特別賞 C. walkeriana f. coerulea 'Blue Treasure' 斉藤 正博

- 審査対象：洋蘭、東洋蘭、日本の蘭など、あらゆる蘭を対象に花や株そのものを審査。花以外の部位を鑑賞の対象とするものは開花をしていなくても良い。形態は、鉢物、切り花、葉芸物。この部門の最優秀賞が「日本大賞」となる。
- 選出法：全出品作品を41のカテゴリーに分類してリボン審査を実施。リボン審査でブルーリボン賞（各カテゴリーでの第1席）に選出された41作品がトロフィー賞を受賞。そこから部門賞が18作品（日本大賞1・優秀賞1・優良賞1・奨励賞15）選出される。
- メダル審査：全出品作品を絶対評価で採点審査（100点満点）。

　　　　・ GM（金賞・ゴールドメダル、90〜100点）
　　　　・ SM（銀賞・シルバーメダル、80〜89点）
　　　　・ BM（銅賞・ブロンズメダル、75〜79点）
　　　　・ CCM（栽培賞、80点以上の作品で栽培上特に優れているもの）
- 海外特別賞：ブルーリボン賞（日本大賞は除く）の中から選出。

　　　　・ AOS特別賞（最も優れた東洋蘭及び日本の蘭の栽培賞）
　　　　・ RHS特別賞（最も優れた洋蘭の栽培賞）
　　　　・ WOC特別賞（最も優れた蘭の原種）
- 名誉賞：JGP2019から大会規約が改訂され、2回以上日本大賞を獲得した出品者は以後大賞を受賞することが出来なくなったため、大賞を3回以上受賞する者はもう出ない。もし条件に該当する出品者の作品が大賞に相応しいほど傑出している場合は、大賞ではなく「名誉賞」が贈呈される。2024年時点で名誉賞を受賞した出品者はいない。
- 賞金：日本大賞200万円［副賞：メルセデス・ベンツ（ヤナセ提供）］、優秀賞50万円、優良賞20万円、奨励賞3万円　（部門総額315万円）

### 【部門2】フレグランス部門
- JGP2012 最優秀賞 Cym. goeringii '白雲' 折田 賢一(萠春園)
- JGP2019 最優秀賞 V. falcata '柚乃' 斉藤 たみ子
- JGP2020 最優秀賞 Rlc. Memoria Bob Crowder 'Yellow Ribbon' 須和田農園

- 審査対象：洋蘭、東洋蘭、日本の蘭などあらゆる蘭の香りを対象に審査。形態は、鉢物及び切り花。
- 選出法：2グループ（「洋蘭グループ」「東洋蘭・日本の蘭グループ」）11カテゴリーに分類して全作品を審査。グループ別に各10作品ずつ、計20作品のリボン賞を選出。リボン賞の中からグループ別に各4作品ずつ、計8作品がトロフィー賞を受賞。そこから部門賞が5作品（最優秀賞1・優秀賞1・優良賞1・奨励賞2）選出される。
- 特別賞：香りのよい蘭の発見と作出を奨励する賞
- 賞金：最優秀賞20万円、優秀賞10万円、優良賞5万円、奨励賞2万円　（部門総額39万円）

### 【部門3】ディスプレイ部門
- JGP2012〈愛好家クラス〉最優秀賞 「長生艸 未来への調和」 少名彦らん遊会
- JGP2012〈オープンクラス〉最優秀賞 「蘭の森」 岐阜県立恵那農業高等学校

- 審査対象：蘭を主体としたディスプレイを審査。
- 愛好家クラス選出法：愛好家団体による作品の中からトロフィー賞を選出し、そこから部門賞が最大14作品（最優秀賞1・優秀賞1・優良賞2・奨励賞10）選出される。
- ショーディスプレイクラス選出法：愛好家に該当しない者による作品の中からトロフィー賞を選出し、そこから部門賞が最大14作品（最優秀賞1・優秀賞1・優良賞2・奨励賞10）選出される。
- ライフスタイルディスプレイクラス選出法：愛好家に該当しない者による「花と緑のある生活空間を演出した作品」の中からトロフィー賞を選出し、そこから部門賞が最大14作品（最優秀賞1・優秀賞1・優良賞2・奨励賞10）選出される。
- 海外奨励賞：海外からの出展作品のうち、トロフィー賞以下から選出。
- 賞金：部門総額最大720万円

### 【部門4】フラワーデザイン部門
- JGP2012 最優秀賞 「Sparkling 〜跳び交う蘭の力〜」 飯野 正永
- JGP2013 最優秀賞 「雅」 海保 正枝
- JGP2024 最優秀賞 「蘭のワルツ」 高野 容子

- 審査対象：蘭を主たる素材としてデザインされたフラワーデザイン作品を「ウェディングブーケ」と「アレンジメント」の2カテゴリーに分類し、審査する部門（生花のみ）。
- 選出法：すべての作品からトロフィー賞12作品を選び、そこから部門賞が6作品（最優秀賞1・優秀賞1・優良賞1・奨励賞3）選出される。予備審査はなく申込先着順で受付となる。
- 学生奨励賞：22歳以下の学生の作品の中から得点が最も高い作品を選出。
- 賞金：最優秀賞20万円　（部門総額44万円）

### 【部門5】ハンギングバスケット部門
- JGP2018【部門7】最優秀賞 「和・モダンの奏で」 山路 元彦

JGP2018 に 【部門7】ハンギングバスケット部門 として新設。
- 審査対象：蘭の花を取り入れてデザインされたハンギングバスケットを審査する部門。
- 選出法：8作品のトロフィー賞から部門賞が3作品（最優秀賞1・優秀賞1・優良賞1）選出される。予備審査はなく申込先着順で受付となる。
- 賞金：最優秀賞20万円　（部門総額35万円）

### 過去に存在した審査部門
- JGP2012【アート部門】最優秀賞 「朝靄の中で」 隈本 妙子
- JGP2012【ミニチュアディスプレイ部門】最優秀賞 「夢のつづき」 森山 みちよ

#### アート部門
JGP91 から 【部門5】美術工芸審査部門 として実施、JGP2014 から 【部門5】アート審査部門 へと改称、JGP2019 において廃止。
- 審査対象：蘭を題材、素材にした美術工芸品を「絵画」「ボタニカルアート」「写真」「アートフラワー」「プリザーブドフラワー」「押し花・ドライフラワー」「各種工芸」に分類し、審査した部門（生花使用不可）。

#### ミニチュアディスプレイ部門
JGP97 に 【部門6】寄せ植え審査部門 として新設、JGP2012 から 【部門6】ミニチュアディスプレイ審査部門 へと改称、JGP2019 において 【部門3】ディスプレイ部門 へと統合。
- 審査対象：蘭の鉢花と他の植物、オーナメント（装飾品）などの混合寄せ植えを審査した部門。

## 歴史
世界らん展は旧イベントを継承しつつ現時点までに34回の開催実績がある、これは日本国内の国際蘭展としては沖縄国際洋蘭博覧会（36回）に次ぐ長い歴史である。世界的に見ればサンタバーバラ国際蘭展が76回、マイアミ国際蘭展が73回の開催実績を持つのに対して短いが、日本の蘭展の歴史においては重要な意義を持つイベントである。初回以来開催規模は年々拡大し、1991年に6万4千株だった展示は13年後の2004年には10万株に達したが、それ以降の近年では整理縮小傾向が見られる。

### 第12回世界蘭会議（12thWOC）
世界蘭会議（World Orchid Conference、WOC） は国際的で大規模な蘭の祭典であり、園芸植物の展示会としては、フロリアード（オランダ）、チェルシー・フラワー・ショー（イギリス）と並び称される規模を持つ。開催国を変えて3年ごとに行われるその形態ゆえに「蘭のオリンピック」とも称され、専門家が学術的な研究発表を行う「会議部門（Conference）」と、蘭の展示品評を行う「展示部門（Exhibition）」の2部門からなる。
第12回は1987年に日本で開催された。協賛イベントと合わせた19日間の来場者数は45万人にせまり、入場待ちの長蛇の列や場内の混雑ぶりが新聞、雑誌やテレビで報道された（#外部リンク 神奈川ニュース『蘭・世界大博覧会』参照）。このイベントが大きな成功を収めた事が世界らん展開催の契機要因のひとつとなった。その後も世界蘭会議委員会は世界らん展の重要な後援組織であり、2005年からは「最も優れた蘭の原種」にWOC特別賞が贈られている。

#### 蘭・第12回世界会議
向ヶ丘遊園開園60周年記念行事を兼ねて小田急グループの全面的な協力を得て開催された。開催にあたり日本語の呼称を「第12回世界蘭会議」から「蘭・第12回世界会議」に変え、まだ一般への普及の途上にあった蘭に対する注目を喚起すべくより強調した表現にしている。後述の広島大会に対して東京大会と呼ばれる事がある。組織委員長は 江戸 英雄 が、実行委員長は 永田 一策 が務めた。
展示会場は一般来場者で連日盛況となり、主催者側が当初予想した20万人を大きく上回る33万人の入場があった。洋蘭と東洋蘭が一堂に会する画期的な展示内容は特に海外からの来賓に強い印象を与えた。
- 主催：蘭・第12回世界会議組織委員会
- 協賛：小田急グループ
- 会議部門

　　　　・ 呼称：蘭・第12回世界会議
　　　　・ 会期：1987年3月19日〜21日（3日間）
　　　　・ 会場：小田急ホテルセンチュリーハイアット（東京都新宿区）
　　　　・ 参加：44ヶ国　3,214名
- 展示部門

　　　　・ 呼称：蘭・世界大博覧会
　　　　・ 会期：1987年3月19日〜25日（7日間）
　　　　・ 会場：小田急向ヶ丘遊園（神奈川県川崎市）　特設エア・ドーム
　　　　・ 出品：21ヶ国　30,000株
　　　　・ 来場者数：33万人
以下に上位受賞作品とその出品者の一覧を記す。
|                                       | 種名 '個体名'                       | 交配親                                      | 出品者 （所属）                        |
| ------------------------------------- | ----------------------------------- | ------------------------------------------- | -------------------------------------- |
| ベストディスプレイ、 内閣総理大臣賞   | －                                  | －                                          | 栃木県洋蘭生産組合連合会               |
| グランドチャンピオン、 農林水産大臣賞 | Paph. micranthum 'Kamiyama'         | 原種                                        | 神山 信雄                              |
| リザーブチャンピオン                  | Den. Hawaiian King 'Giant'          | Den. Hawaiian Spectacular × Den. Formidible | 山本 二郎 （山本デンドロビューム園）   |
| 外務大臣賞                            | Phal. Orchid World 'Bonnie Vasquez' | Phal. Malibu Imp × Phal. Deventeriana       | George Vasquez （Zuma Canyon Orchids） |

#### 世界蘭会議広島大会
蘭・第12回世界会議に付随する協賛イベントであり、後続会議（Post-Conference）という位置付けで広島市で開催されたシンポジウム。東京での会議に参加した多数の主要な研究者がそのまま連続して参加し、シンボルマークも同一のものを共用している。
- 主催：広島市、広島県花卉園芸農業協同組合、財団法人広島市公園協会
- 協賛：蘭・第12回世界会議
- 会議部門

　　　　・ 会期：1987年3月23日〜25日（3日間）
　　　　・ 会場：広島グランドホテル（広島市中区）
　　　　・ 参加：13ヶ国　667名
- 展示部門

　　　　・ 会期：1987年3月23日〜4月5日（14日間）
　　　　・ 会場：広島市植物公園（広島市佐伯区）
　　　　・ 出品：6ヶ国　33,350株
　　　　・ 来場者数：116,777人
以下に上位受賞作品とその出品者の一覧を記す。
|                | 種名 '個体名'                    | 交配親                         | 出品者 （所属） |
| -------------- | -------------------------------- | ------------------------------ | --------------- |
| 農林水産大臣賞 | Cym. Calle Real 'Pink Suffusion' | Cym. Dorama × Cym. Sussex Dawn | 新田 浅幸       |

### Japan Prize 蘭 International Orchid Show '89（JP89）
Japan Prize は世界らん展の前身となった大規模国際蘭展であり、その内容は世界蘭会議から展示部門を切り出して拡張・発展させたものである。第12回世界蘭会議の成功を一度限りのものにせず、蘭を通じた国際交流をより活発に行うために企画された。世界らん展の基本的な開催形態はほぼここで定まった。組織委員長は 福原 義春 が務めた。
画期的な試みとして、花の香りを審査する「フレグランス部門」が創設された。この部門は後の世界中の蘭展に影響を与え、早速翌1990年の第13回オークランド世界蘭会議（ニュージーランド）にも導入された。
この Japan Prize の開催により、「温度・湿度が厳重に管理された大規模園芸展示会」の運営ノウハウが更に蓄積され、翌年の国際花と緑の博覧会へと活用されていった。
- 企画・運営：日本コンベンションサービス株式会社
- 会期：1989年2月10日〜19日（10日間、公開時間 9:00〜21:00）
- 会場：東京ドーム
- 出品：11ヶ国　57,000株
- 来場者数：43万人

以下に上位受賞作品とその出品者の一覧を記す。
|                                       | 種名 '個体名'                       | 交配親                                        | 出品者 （所属）                          |
| ------------------------------------- | ----------------------------------- | --------------------------------------------- | ---------------------------------------- |
| 飾り付け部門最優秀賞、 内閣総理大臣賞 | －                                  | －                                            | 蘭友会                                   |
| グランドチャンピオン、 農林水産大臣賞 | Lyc. skinneri 'Pink Lemonade'       | 原種                                          | 五島 正 （五島園芸）                     |
| リザーブチャンピオン                  | Paph. rothschildianum 'Tiger March' | 原種                                          | 高橋 靖昌 （東京オーキット・ナーセリー） |
| 外務大臣賞                            | Paph. Voodoo Magic 'Smoothie'       | Paph. Moussetianum × Paph. Vintner's Treasure | Norito Hasegawa                          |
| フレグランス部門最優秀賞              | Cym. virescens 'Gokuhin'            | 原種                                          | 田中 義一                                |

### 世界らん展日本大賞（JGP91〜JGP2018）

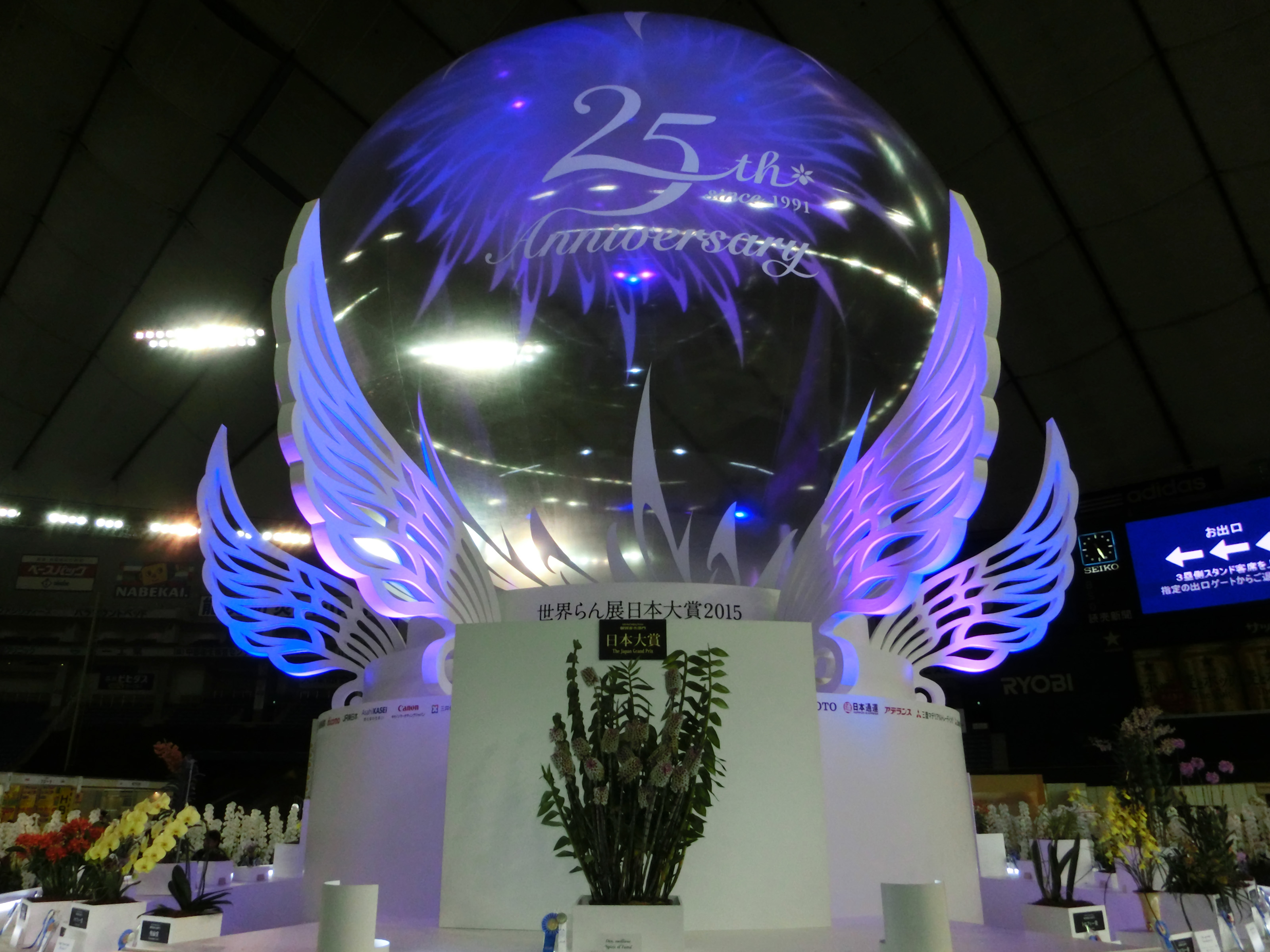
JGP2015 のシンボルオブジェ（デザイン：長谷川 喜美）

1989年のJapan Prize の開催後に日本コンベンションサービスが撤退したため、主催・運営組織を一新した上で1991年から2018年まで東京ドームにて開催された大規模国際蘭展。実行委員長は 小林 與三次、渡邉 恒雄 が、組織委員長は 福原 義春、伊夫伎 一雄 が務めた。
JGP2000では2月25日の内覧会に天皇、皇后が行幸した。JGP2010においても2月12日に行幸の予定であったが体調不良のため2月8日宮内庁が取り止めを発表し、皇后のみによる行啓となった。
JGP2002〜JGP2008において「光のオーキッド・ファンタジー」と題する場内催事が行われた。閉場が近い夕刻に会場内の照明を一時的に暗くして展示作品をライトアップし、夜景風の幻想的な雰囲気を演出するものである。照明効果が特に優れていると認められたディスプレイには特別に賞が与えられた。
JGP2006〜JGP2008にかけてポスターデザインの一般公募が行われ、柳 あや（2006）、馬頭 亮太（2007）、内尾 健司（2008）が入選した。それまで大きな変化が見られなかった広告の意匠が、この公募以降は毎年大幅に変化するようになった。
JGP2011の開催期間中、【部門3】を対象に、来場者による人気投票が行われ（投票期間：2月19日〜24日、結果発表：25日、副賞：大塚製薬提供）、武井 日出雄 の作品が1位となった。
JGP2014では開催直前に首都圏が豪雪となり、来場者数が減少した。

#### 企画・運営
- 1991年〜2009年　読売広告社
- 2010年〜2013年　読売新聞東京本社広告局企画開発部
- 2014年〜2018年　電通イベントオペレーションズ

#### 開催摘要
以下に開催期日、開催日数、参加国数、展示株数、来場者数の一覧を記す。
|         | 開催期日（除 内覧会）              | 開催日数 | 参加国数 | 展示株数 | 来場者数 |
| ------- | ---------------------------------- | -------- | -------- | -------- | -------- |
| JGP91   | 1991年2月23日（土）〜3月2日（土）  | 8日間    | 28       | 64,000   | 410,900  |
| JGP92   | 1992年3月1日（日）〜3月8日（日）   | 8日間    | 21       | 65,000   | 430,100  |
| JGP93   | 1993年2月28日（日）〜3月7日（日）  | 8日間    | 22       | 65,000   | 437,500  |
| JGP94   | 1994年2月20日（日）〜2月27日（日） | 8日間    | 17       | 68,000   | 426,700  |
| JGP95   | 1995年2月18日（土）〜2月26日（日） | 9日間    | 23       | 68,000   | 447,000  |
| JGP96   | 1996年2月24日（土）〜3月3日（日）  | 9日間    | 24       | 72,000   | 461,600  |
| JGP97   | 1997年2月22日（土）〜3月2日（日）  | 9日間    | 27       | 72,000   | 448,090  |
| JGP98   | 1998年2月21日（土）〜3月1日（日）  | 9日間    | 26       | 78,000   | 458,590  |
| JGP99   | 1999年2月20日（土）〜2月28日（日） | 9日間    | 24       | 80,000   | 465,457  |
| JGP2000 | 2000年2月26日（土）〜3月5日（日）  | 9日間    | 23       | 80,000   | 468,976  |
| JGP2001 | 2001年2月24日（土）〜3月4日（日）  | 9日間    | 20       | 80,000   | 448,072  |
| JGP2002 | 2002年2月23日（土）〜3月3日（日）  | 9日間    | 19       | 80,000   | 471,043  |
| JGP2003 | 2003年2月22日（土）〜3月2日（日）  | 9日間    | 21       | 80,000   | 447,804  |
| JGP2004 | 2004年2月21日（土）〜2月29日（日） | 9日間    | 23       | 100,000  | 462,195  |
| JGP2005 | 2005年2月19日（土）〜2月27日（日） | 9日間    | 24       | 100,000  | 435,616  |
| JGP2006 | 2006年2月18日（土）〜2月26日（日） | 9日間    | 23       | 100,000  | 440,158  |
| JGP2007 | 2007年2月24日（土）〜3月4日（日）  | 9日間    | 25       | 100,000  | 434,216  |
| JGP2008 | 2008年2月23日（土）〜3月2日（日）  | 9日間    | 20       | 100,000  | 417,283  |
| JGP2009 | 2009年2月14日（土）〜2月22日（日） | 9日間    | 22       | 100,000  | 390,322  |
| JGP2010 | 2010年2月13日（土）〜2月21日（日） | 9日間    | 19       | 100,000  | 203,364  |
| JGP2011 | 2011年2月19日（土）〜2月27日（日） | 9日間    | 20       | 100,000  | 197,279  |
| JGP2012 | 2012年2月18日（土）〜2月26日（日） | 9日間    | 20       | 100,000  | 183,114  |
| JGP2013 | 2013年2月16日（土）〜2月24日（日） | 9日間    | 20       | 100,000  | 178,947  |
| JGP2014 | 2014年2月15日（土）〜2月23日（日） | 9日間    | 20       | 100,000  | 139,584  |
| JGP2015 | 2015年2月14日（土）〜2月22日（日） | 9日間    | 23       | 100,000  | 148,762  |
| JGP2016 | 2016年2月13日（土）〜2月19日（金） | 7日間    | 19       | 100,000  | 135,459  |
| JGP2017 | 2017年2月11日（土）〜2月17日（金） | 7日間    | 19       | 100,000  | 133,474  |
| JGP2018 | 2018年2月17日（土）〜2月23日（金） | 7日間    | 21       | 100,000  | 118,827  |

#### 大賞受賞花
以下に大賞受賞花とその出品者の一覧を記す。
|         | 写真 | 種名 '個体名'                                   | 交配親                                      | 出品者 （所属）                          |
| ------- | ---- | ----------------------------------------------- | ------------------------------------------- | ---------------------------------------- |
| JGP91   |      | C. loddigesii 'Yoranda Nakazone'                | 原種                                        | 江尻 光一 （須和田農園）                 |
| JGP92   |      | Cym. Lovely Bunny 'Othello'                     | Cym. Sleeping Beauty × Cym. Yamba           | 向山 武彦 （向山蘭園）                   |
| JGP93   |      | Paph. Royal Wedding 'Dogashima'                 | Paph. Transvaal × Paph. niveum              | 内田 熊一 （堂ヶ島洋らんセンター）       |
| JGP94   |      | Paph. Cover Story 'Koga'                        | Paph. Magic Mood × Paph. armeniacum         | 江尻 光一 （須和田農園） [2回目]         |
| JGP95   |      | Paph. Knight's Chalice 'Mem. Nobuyuki Hanajima' | Paph. Great Western × Paph. White Knight    | 花島 信 （ハナジマオーキッド）           |
| JGP96   |      | Blc. Chia Lin 'Shin Shyn'                       | Blc. Oconee × Blc. Maitland                 | 黄 瑋熏 （建安蘭園）                     |
| JGP97   |      | Rhy. gigantea 'Tokai Spot'                      | 原種                                        | 坂 実 （東海オーキット）                 |
| JGP98   |      | Phal. Cygnus 'Renaissance'                      | Phal. Tokyo Bridal × Phal. Silky Moon       | 渡辺 尚一 （国分寺洋蘭園）               |
| JGP99   |      | Lyc. Shoalhaven 'Kyoto'                         | Lyc. skinneri × Lyc. Koolena                | 五島 正 （五島園芸）                     |
| JGP2000 |      | Masd. coccinea 'Mark Daniel'                    | 原種                                        | 上田 公生                                |
| JGP2001 |      | Lyc. skinneri 'Mt. Oku Iou'                     | 原種                                        | 指江 正敏                                |
| JGP2002 |      | Dtps. Sweet Wine 'Empress'                      | Dtps. Happy Valentine × Phal. Hsinying Camp | 渡辺 大之 （国分寺洋蘭園）               |
| JGP2003 |      | Paph. Rolfei 'Kobe 2000'                        | Paph. bellatulum × Paph. rothschildianum    | 延原 修 （延原洋らん園）                 |
| JGP2004 |      | Phal. Faith 'White Knight'                      | Phal. Hanabusa × Phal. Frozen Polaris       | 渡辺 大之 （国分寺洋蘭園） [2回目]       |
| JGP2005 |      | Den. cuthbertsonii 'Gold Mountain'              | 原種                                        | 古山 勝己                                |
| JGP2006 |      | Masd. Tuakau Candy 'Lovely'                     | Masd. yungasensis × Masd. triangularis      | 藩 世英                                  |
| JGP2007 |      | Den. goldschmidtianum 'Koizumi'                 | 原種                                        | 小泉 進                                  |
| JGP2008 |      | Eul. roempleriana 'Yoko Y.Saitoh'               | 原種                                        | 斉藤 正博                                |
| JGP2009 |      | Lyc. Shoalhaven 'Yoko's Delight'                | Lyc. Shoalhaven 'A-20' × 'Kyoto'            | 斉藤 正博 [2回目]                        |
| JGP2010 |      | Den. fimbriatum var. oculatum 'Long Well'       | 原種                                        | 永井 清                                  |
| JGP2011 |      | Coel. cristata f. hololeuca 'Pure White'        | 原種                                        | 江尻 光一 （須和田農園） [3回目]         |
| JGP2012 |      | Den. nobile 'Hatsue'                            | 原種                                        | 大塚 初枝                                |
| JGP2013 |      | Phrag. kovachii 'Second Smile'                  | 原種                                        | 斉藤 正博 [3回目]                        |
| JGP2014 |      | Epi. atacazoicum 'Mt. Iizuna'                   | 原種                                        | 粟野原 潤 （粟野原園芸）                 |
| JGP2015 |      | Den. smillieae 'Spirit of Zama'                 | 原種                                        | 加藤 春幸 （座間洋らんセンター）         |
| JGP2016 |      | Paph. Emerald Future 'Galaxy'                   | Paph. Stone Lovely × Paph. Martian Man      | 高橋 靖昌 （東京オーキット・ナーセリー） |
| JGP2017 |      | Den. glomeratum 'Long Well'                     | 原種                                        | 永井 清 [2回目]                          |
| JGP2018 |      | Gram. martae 'Mass's'                           | 原種                                        | 斉藤 正博 [4回目]                        |

### 世界らん展－花と緑の祭典－（JGP2019〜）

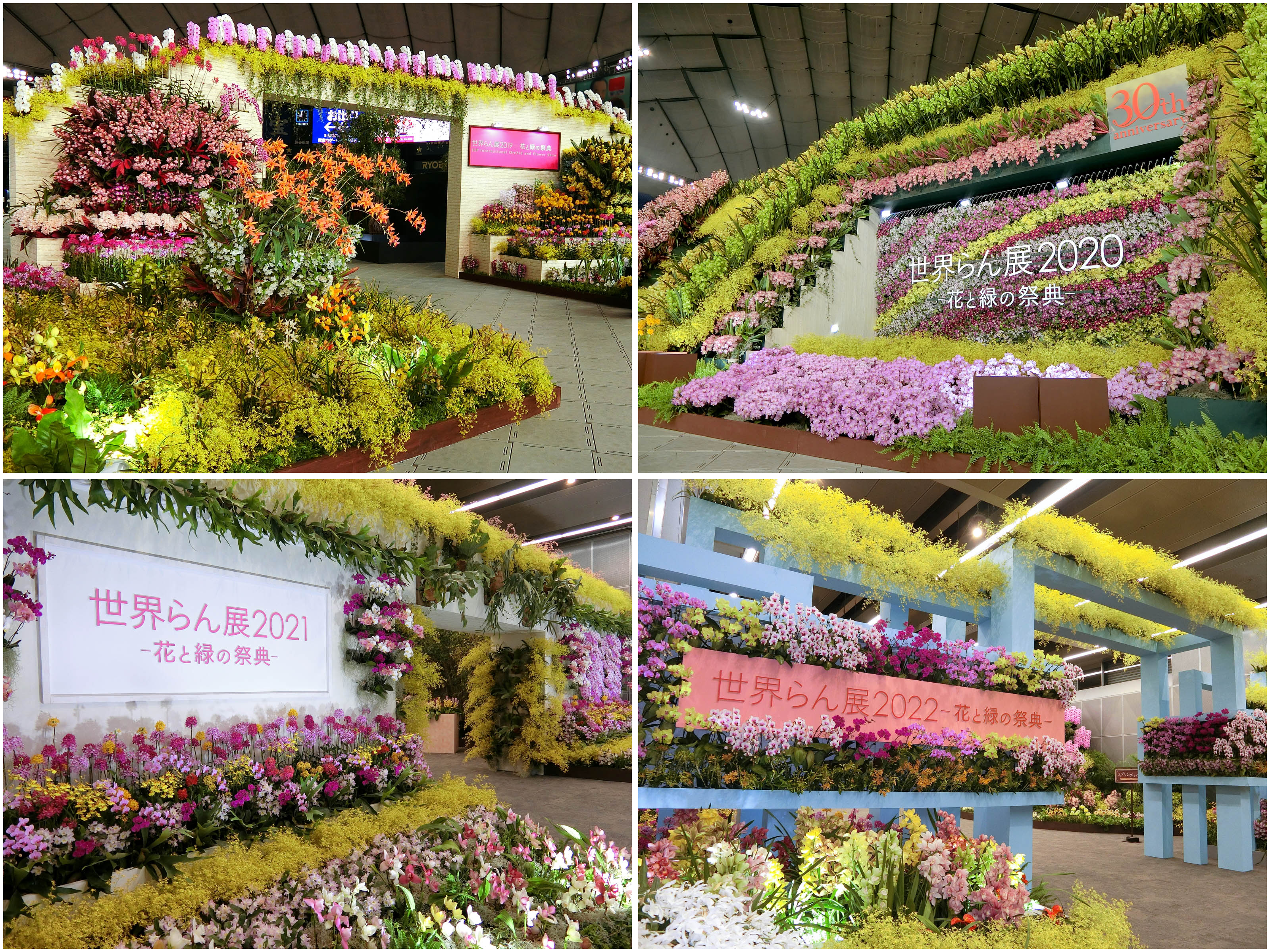
JGP2019〜2022 のオーキッド・ゲート（入場門）

世界らん展日本大賞からの連続性を保持した上で展示内容の革新を図る後継イベントであり、引き続き東京ドームにて2019年から開催された。ラン科植物を主軸に据えながら他の多様な園芸植物にも門戸を開き、園芸展示会としての充実を目指す。
JGP2020は令和初開催となり、2月14日の内覧会には天皇、皇后が行幸したが、新型コロナウイルス感染症の流行のため来場者数が急減した。
JGP2021からは感染拡大防止の観点もあり東京ドームでの開催を断念したが、隣接するプリズムホールに会場を移して入場者数を制限しながらの規模縮小開催とした（2021は【部門1】のみ、2022からは【部門1】と【部門4】）。

#### 企画・運営
- 2019年〜　株式会社東京ドーム

#### 開催摘要
以下に開催期日、開催日数、参加国数、展示株数、来場者数の一覧を記す。
|         | 開催期日（除 内覧会）              | 開催日数 | 参加国数 | 展示株数 | 来場者数 |
| ------- | ---------------------------------- | -------- | -------- | -------- | -------- |
| JGP2019 | 2019年2月15日（金）〜2月22日（金） | 8日間    | 18       | 100,000  | 136,236  |
| JGP2020 | 2020年2月14日（金）〜2月21日（金） | 8日間    | 18       | 100,000  | 89,506   |
| JGP2021 | 2021年3月25日（木）〜3月31日（水） | 7日間    | －       | －       | 15,416   |
| JGP2022 | 2022年3月24日（木）〜3月30日（水） | 7日間    | －       | －       | 17,457   |
| JGP2023 | 2023年2月8日（水）〜2月14日（火）  | 7日間    | －       | －       | 34,000   |
| JGP2024 | 2024年2月7日（水）〜2月14日（水）  | 8日間    | 8        | －       | 52,743   |

#### 大賞受賞花
以下に大賞受賞花とその出品者の一覧を記す。
|         | 写真 | 種名 '個体名'                        | 交配親                                   | 出品者 （所属）                          |
| ------- | ---- | ------------------------------------ | ---------------------------------------- | ---------------------------------------- |
| JGP2019 |      | Paph. Emerald Gate 'Green Globe'     | Paph. Emerald Sea × Paph. Shun-Fa Golden | 櫻井 一                                  |
| JGP2020 |      | Paph. Tsukuba Sweet 'Hisashi'        | Paph. Hamana Soul × Paph. Sweet Moon     | 太田 精一 （つくば洋蘭園）               |
| JGP2021 |      | Den. Hawaiian Green 'Daisen'         | Den. schuetzei × Den. Jane Warne         | 加藤 春幸 （座間洋らんセンター） [2回目] |
| JGP2022 |      | Cal. Yutaka 'Shinryoku no toki'      | Cal. Takane × Cal. Satsuma               | 山本 裕之 （蘭裕園）                     |
| JGP2023 |      | Paph. Emerald Future 'Green Monster' | Paph. Stone Lovely × Paph. Martian Man   | 高橋 昌美 （東京オーキット・ナーセリー） |
| JGP2024 |      | Den. polyanthum 'Takako'             | 原種                                     | 紙谷 多佳子                              |

## 事件・事故
2009年大量盗難事件
高松市の蘭園経営の男性が開催に備えて2009年2月11日午後7時ごろまでに外野席下の保管部屋に約140株のランを搬入したが、12日午後1時に保管部屋に行ったところ、54株（計100万円相当）が無くなっていた。この男性は警視庁富坂署に窃盗事件として被害届を提出した。